# 建成県 (河北省)
建成県（けんせい-けん）は、中華人民共和国河北省にかつて存在した県。現在の泊頭市北東部に相当する。
前漢により設置され、後漢により廃止された。